# Иоффе, Зелик Аронович
Зелик Аронович Иоффе — советский военный деятель, генерал-лейтенант инженерно-авиационной службы (1946).

## Биография
Родился в 1903 году в Речице. Член КПСС.
С 1920 года — на военной службе. Участник советско-польской войны на различных политических должностях в РККА. После гражданской войны, с июля 1922 по апрель 1926 года, находился в запасе. Затем вновь призван в РККА, старший инженер 1-й воздушной десантной эскадрильи и 22-й тяжелобомбардировочной авиационной эскадрильи, старший инженер по эксплуатации 3-й авиабригады особого назначения. С октября 1936 по сентябрь 1937 года — участник Гражданской войны в Испании. С сентября 1937 — заместитель начальника, с ноября 1937 — начальник Управления материально-технического снабжения УВВС РККА, военный советник в Китае, с января по ноябрь 1939 — главный инженер трассы Алма-Ата — Ланьчжоу. С ноября 1939 по 1941 годы — главный инженер ВВС Красной Армии, в этой должности участвовал в советско-финской войне (находился в действующей армии почти всю войну с небольшим перерывом). С января 1941 года — заместитель начальника Военно-воздушной академии имени Н. Е. Жуковского по научной и учебной работе, с 1942 года — главный инженер 16-й воздушной армии, с конца 1942 — главный инженер — заместитель командира 2-го истребительного авиационного корпуса, с февраля 1943 — главный инженер — заместитель командующего 15-й воздушной армии по инженерно-авиационной службе, с апреля 1947 года — заместитель главного инженера ВВС, с октября 1949 — главный инженер ВВС Дальнего Востока, с ноября 1949 года — заместитель начальника Харьковского высшего военного авиационно-инженерного училища, с 1955 года — начальник вычислительного центра № 3 Министерства обороны СССР, с 1960 года — начальник научно-исследовательского института космической техники (затем — начальник 30-го Центрального НИИ авиационной и космической техники). В 1969 году уволен в отставку.
Продолжал трудиться начальником отдела боевой живучести самолётов фронтовой авиации в ОКБ имени Павла Сухого
Умер в Москве в 1980 году.